# Goliathspoorkoekoek
De goliathspoorkoekoek (Centropus goliath) is een vogel uit de familie Cuculidae (koekoeken).

## Verspreiding en leefgebied
Deze soort is endemisch op de noordelijke Molukken, een eilandengroep in het oosten van de Indische Archipel, gelegen tussen Celebes, de Filipijnen, Nieuw-Guinea en Timor.